# Fliegendreckkegel
Der Fliegendreckkegel oder die Fliegendreck-Kegelschnecke (Conus stercusmuscarum) ist eine Schnecke aus der Familie der Kegelschnecken (Gattung Conus), die im westlichen Pazifischen Ozean verbreitet ist und Fische frisst.

## Merkmale
Conus stercusmuscarum trägt ein mittelgroßes, mäßig festes bis festes Schneckenhaus, das bei ausgewachsenen Schnecken 4 bis 6,5 cm Länge erreicht. Der Körperumgang ist meist kegelartig zylindrisch bis fast ganz zylindrisch oder leicht eiförmig, der Umriss leicht konvex. Das Gehäuse hat eine ausgeprägte Fasciole. Die Schulter ist scharf gewinkelt. Das Gewinde ist niedrig bis mittelhoch, sein Umriss gerade bis leicht konvex. Der vielgewindige Protoconch hat einen maximalen Durchmesser von 0,6 mm. Die Nahtrampen des Teleoconchs sind in den frühen Umgängen flach und in den späteren Umgängen konkav mit 2 auf 3 bis 4 zunehmenden spiraligen Rillen. Die ersten 3 Umgänge des Teleoconchs sind mit schwachen Tuberkeln besetzt. Der Körperumgang ist mit in regelmäßigen Abständen spiralig verlaufenden, breiten, an der Basis auffälligen und an der abgewandten Seite hinfälligen Rippen überzogen.
Die Grundfarbe des Gehäuses ist weiß bis blassgrau. Über den Körperumgang verlaufen spiralig Reihen unregelmäßig abwechselnder schwärzlich-brauner Punkte und weißer Striche oder Balken. Dunkle Punkte sind flickenartig zusammengefasst und bilden dabei 2 unterbrochene spiralige Banden beiderseits der Mitte. Die Umgänge des Protoconchs sind rosa. Die Nahtrampen des Teleoconchs sind entlang des inner und äußeren Randes mit schwärzlich-braunen Musterungen versehen, die teilweise über die Rampen hinweg verbunden sind. Das Innere der Gehäusemündung ist orange.
Das dünne, durchscheinende, samtig glatte Periostracum ist gelblich olivfarben.
Die Oberseite des Fußes hat vorn eine große kronenförmige schwarze Zone, die von der hellbraunen Vorderkante durch 2 seitliche weiße Flecken abgesetzt ist. Der Randbereich ist kremfarben mit strahlenartigen schmarzen Markierungen, die sich am Hinterende dicht drängen. Die Mittelzone ist weiß mit schwarzen und braunen Flecken, am Rand mit einer schwarzen Linie. Die Fußsohle ist weiß mit braunen Flecken oder Querstreifen. Das Rostrum ist an der Spitze kremfarben und zur Basis hin braun gestreift. Die Fühler sind weiß mit schwarzen Spitzen. Der Sipho ist weiß, dorsal hinter der Spitze mit hellbraunen Flecken und proximal mit dunkelbraunen Flecken.
Die mit einer Giftdrüse verbundenen Radula-Zähne haben an der Spitze einen Widerhaken und auf der Gegenseite einen zweiten Widerhaken sowie einen rückwärts gerichteten dritten Widerhaken, der in einer gekrümmten Spitze endet. Es gibt weder eine Zähnelung noch einen Sporn.

## Verbreitung und Lebensraum
Conus stercusmuscarum ist im westlichen Pazifischen Ozean verbreitet, so vor Fidschi, den Marshall-Inseln, Papua-Neuguinea, den Salomonen, Indonesien, den Philippinen, Taiwan, Japan und Australien (Northern Territory, Queensland). Er lebt in der Gezeitenzone und etwas darunter auf Sand und unter Korallen.

## Entwicklungszyklus
Wie alle Kegelschnecken ist Conus stercusmuscarum getrenntgeschlechtlich, und das Männchen begattet das Weibchen mit seinem Penis. Die Eier in den Eikapseln sind etwa 235 bis 240 µm groß, woraus geschlossen wird, dass die Veliger-Larven mindestens 20 Tage lang frei schwimmen, bevor sie niedersinken und zu kriechenden Schnecken metamorphosieren.

## Ernährung
Conus stercusmuscarum ist nachtaktiv und jagt Fische. Er wurde an Gezeitentümpeln beobachtet, wo er den hierin eingeschlossenen Fischen nachstellt.